# نیوهال (آیووا)
نیوهال (به انگلیسی: Newhall) شهری در ایالت آیووا کشور ایالات متحده آمریکا است که جمعیت آن در سرشماری سال ۲۰۱۰ میلادی، ۸۷۵ نفر بوده‌است.